# Паремія
Паремія (від грец. παροιμία — прислів'я, приказка) — це видове позначення малих фольклорних жанрів афористичного спрямування, прислів'їв і приказок. Інколи пареміями також називають інші малі жанри фольклорної прози, наприклад: прикмети, прокльони, вітання, афоризми, побажання, каламбури,тости, загадки, прощання та ін. Паремії вивчає наука пареміографія. Паремією є стійка фразеологічна одиниця, яка являє собою цілісне речення дидактичного змісту. Стійкість, відтворюваність, цілісність значення зближують паремії з фразеологічними одиницями. Паремії, як влучні лаконічні висловлення фольклорного походження, є цінними і концентрованими зразками народної творчості. З погляду психології паремія — це пережитий досвід народу.